# Kraftwerk Angleur
Das Kraftwerk Angleur ist ein Gasturbinen-Kraftwerk im Stadtteil Angleur der belgischen Stadt Lüttich, Provinz Lüttich, Belgien, das an der Maas liegt. Die installierte Leistung des Kraftwerks beträgt 178 MW. Es ist im Besitz von Luminus und wird auch von Luminus betrieben.
Ein erstes Kraftwerk wurde an diesem Standort 1905 anlässlich der Weltausstellung Liège International – 1905 errichtet.

## Kraftwerksblöcke
Das Kraftwerk besteht derzeit (Stand Mai 2021) aus vier Gasturbinen. Die folgende Tabelle gibt einen Überblick:
| Block | Einheit | Max. Leistung (MW) | Betriebsbeginn | Turbine     | Generator | Dampfkessel | Status             |
| ----- | ------- | ------------------ | -------------- | ----------- | --------- | ----------- | ------------------ |
| 1     |         | 110                | 1978           |             |           |             | Stillgelegt (2013) |
| 3     | 31      | 25                 |                |             |           |             |                    |
|       | 32      | 25                 |                |             |           |             |                    |
| 4     | 41      | 64                 | 2012           | Rolls-Royce |           |             |                    |
|       | 42      | 64                 | 2012           | Rolls-Royce |           |             |                    |

Die Kosten für die beiden Gasturbinen 41 und 42 werden mit 64 Mio. € angegeben.